# اوبرروثورن
اوبرروثورن (به لاتین: Oberrothorn) یک کوه در سوئیس است که در کانتون وله واقع شده‌است. اوبرروثورن ۳٬۴۱۴ متر بالاتر از سطح دریا واقع شده‌است.